# Charles Le Thière
Charles Le Thière (soms ook: Le Thiere of le Thière; geboren: Thomas Wilby Tomkins) (Islington, 1859 – ?, 1929) was een Brits componist, arrangeur en fluitist. Hij was de zoon van een goudsmid en juwelier Thomas William Tomkins en zijn echtgenote Eliza Tomkins, die een winkel en bedrijf in Clerkenwell hadden.

## Levensloop
Le Thière wordt in het boek The story of the flute (1913) van Henry Macaulay-Fitzgibbon (1855-1942) als een buitengewoon piccolospeler beschreven, die met iets geringer succes ook de dwarsfluit bespeelde. Ook in het boek First flute (1968) van Gerald Jackson (1900-?) wordt hij beschreven als ...een muzikant buiten een vaste aanstelling, die meestal arrangementen of eigen werk schrijft en de salarissen en de tantiemen spoedig voor het kopen en drinken van alcoholische dranken gebruikt. Ondanks dit, en voordat de voor hem harde tijden waren begonnen, componeerde hij vele stukken zoals L'oiseau du bois en Danse de Satyrs, beiden voor piccolo. Verder schreef hij The Royal Tour voor piano solo en zijn Sunrise on the Mountains en Village Life in the Olden Times werden door John Held in de Verenigde Staten in 1890 voor zijn harmonieorkest bewerkt. Le Thière arrangeerde verder de heel bekende The Punjaub March van Charles Payne (1887) voor orkest en harmonieorkest. Er liet een ongedateerd brief na aan Potter & Co, 36-38 West Stret, Charing X [Cross], London WC2, die hij op 70-jarige leeftijd heeft geschreven vanuit een huis voor werklozen en armen. Voor een bepaalde tijd heeft hij misschien in "26 Tonman Street, Deansgate, Manchester" gewoond. Vermoedelijk is hij in armoede overleden.

## Composities

### Werken voor orkest
- 1883 Danse de Satyrs, voor piccolo en orkest
- 1883 Danse Irlandaise, karakteristieke Ierse dans voor piano en orkest
- 1886 Feu de Joie, galop voor piano en strijkorkest
- 1886 Danse Fantastique, voor strijkorkest
- 1886-1888 Danse des Aborigenes, voor strijkorkest
- 1887 Gipsy Life, beschrijvende fantasie
- 1887 Honeymoon Polka, voor orkest
- 1887 L'oiseau du bois - polacca de concert, voor piccolo en orkest
- 1887 Marche Indienne, karakteristiek stuk voor orkest, op. 160[4]
- 1887 Queen of Hearts, gavotte, op. 214
- 1887 Silver birds, voor piccolo solo en orkest
- 1887 Sylvia, scherzo voor piccolo en orkest
- 1887 The Merry Prince, polka voor orkest, op. 82
- 1892 Hecla, polka
- 1892 The Rival Lovers, karakteristieke serenade voor orkest
- 1895 Union - suite des valses, voor orkest
- 1913 Polka de la Reine ..., voor piccolo solo en orkest (of piano)
- 1914 Les Alsaciennes, voor klarinet en orkest (of piano)
- 1915 L'encore, polacca voor piccolo en orkest - bewerkt door Carl Hand
- 1915 The Allies, patriottische mars voor kamerorkest
- Alvanian, divertissement voor klarinet en orkest
- Amourette, polka
- Le Charme, gavotte voor strijkorkest
- The Irish guards patrol
- Trilby waltz[5]

### Werken voor harmonieorkest of brassband
- 1883 Belgravia, quick mars voor harmonieorkest
- 1883 Les Cuirassiers, galop voor brassband
- 1883 The Gipsy Queen, bolero voor harmonieorkest
- 1883 The Return home, quick mars
- 1884 Caracalla, quick mars voor harmonieorkest
- 1885 Gipsy Life, voor harmonieorkest - ook bewerkt door Vincent Frank Safranek (1906)
- 1885 Les Alsachiennes, divertissement voor klarinet en harmonieorkest
- 1885 Lucerne, quick mars
- 1885 Romance and Polacca, voor klarinet en harmonieorkest
- 1885 The Bohemian, bolero voor harmonieorkest
- 1887 Belle Vue, fantasie voor harmonieorkest, op. 110
- 1887 Clarions, langzame mars (Slow March)
- 1887 Clear the Road, galop
- 1887 Eclat, gavotte
- 1887 Elka, quick mars
- 1887 Inésilla, quick mars
- 1887 L'Oiseau du Bois - polacca de concert, voor piccolo en harmonieorkest
- 1887 Libua March, voor harmonieorkest
- 1887 Moonlight in the Forest and Dance of the Nymphs ..., voor klarinet en harmonieorkest
- 1887 Ramleh, quick mars
- 1887 Silver birds, voor piccolo solo en harmonieorkest
- 1887 The Grenade, quick mars voor harmonieorkest
- 1887 The Merry Prince, voor harmonieorkest
- 1887 The Royal Guards, quick mars, op. 132
- 1887 The Warrior, quick mars
- 1887 Theodora, gavotte voor klarinet en harmonieorkest, op. 78
- 1891 Andalusia, Spaanse wals - bewerkt door Joseph B. Claus
- 1892 Roquefort, quick mars voor kornet solo en harmonieorkest
- 1892 Scherzo brillante, voor piccolo en harmonieorkest - ook in een versie voor piccolo en tamboer- en pijperkorps
- 1894 Hommage to Vienna, voor harmonieorkest
- 1894 Mabel's favorite, voor harmonieorkest
- 1894 Village Life in the Olden Times, voor harmonieorkest - bewerkt door John Held en door George Wiegand
- 1900 Mountain life, fantasie voor harmonieorkest - ook in een bewerking door Louis-Philippe Laurendeau
- 1901 Beneath the Window, serenade voor hobo en harmonieorkest, op. 55 - ook in een bewerking voor hobo (of kornet, of klarinet of sopraansaxofoon) door Louis-Philippe Laurendeau
- 1904 Selection from "Gypsy life", voor harmonieorkest
- 1906 Alicante, voor klarinet en harmonieorkest - bewerkt door G. H. Reeves
- 1911 Descriptive Fantasia "Roman Life", voor harmonieorkest
- Almora, divertissement voor klarinet en harmonieorkest
- Alvanian, divertissement voor klarinet en harmonieorkest
- Romance and Bolero, voor klarinet solo en harmonieorkest - bewerkt door W. J. Duthoit, pseudoniem van William Henry Duthoit
- Sunrise on the Mountains, voor harmonieorkest - bewerkt door John Held

### Vocale muziek

#### Liederen
- 1883 Chords of Memory, ballade voor zangstem en piano - tekst: N. Taillefer
- 1887 Love's Adieu, wals voor zangstem(men) en orkest, op. 79
- 1902 Jolly Boys at Sea, een nautische polka voor zangstem en piano - tekst: C. Baron
- 1902 Ragtimemania - Cake Walk des Coons, voor zangstem en piano - tekst: N. Atkins

### Kamermuziek
- 1882 Nocturne & Gavotte, voor dwarsfluit en piano
- 1884 Romance and Polonaise, voor dwarsfluit en piano
- 1887 Fantasia on Weber's last Valse Op. 104, voor klarinet en piano
- 1887 Serenade, voor fagot en piano
- 1887 Sylvia, scherzo voor piccolo en piano[6]
- 1887 Falling Stars, polka voor piccolo en piano, op. 90
- 1889 Syringa Waltz, voor dwarsfluit en piano
- 1892 Bohemian Dance, voor dwarsfluit en piano
- 1892 Bolero, voor dwarsfluit en piano
- 1892 Tyrolienne, voor dwarsfluit en piano
- 1892 Valse, voor dwarsfluit en piano
- 1896 Two Pieces, voor dwarsfluit en piano
- 1904 Andante and polonaise, voor klarinet en piano
- 1912 Californian. Andante and Polonaise, voor klarinet en piano
- 1912 Fantasia on airs from William Vincent Wallace's opera "Maritana", voor klarinet en piano
- 1913 L'encore, polacca voor piccolo en piano
- Fantasies on themes from opera, voor klarinet en piano
- L'alouette des champs (The sky-lark), polka voor piccolo en piano
- L'oiseau du bois - polacca de concert, voor piccolo en piano
- Operatic selections, voor klarinet en piano
- Romance and polacca, voor klarinet en piano
- The Australian, voor dwarsfluiten, piccolo en trommen

### Werken voor piano
- 1882 Danse fantastique
- 1884 Egyptian March
- 1884 Danse des Aborigènes
- 1885 Danse de Satyrs, caprice
- 1886 Fleur d'Or, gavotte
- 1887 Danse des Maoris, karakteristieke dans, op. 45
- 1887 Honeymoon Polka
- 1887 The Royal Guards, Pas redoublé, op. 132
- 1889 Andalucia, Spaanse wals
- 1890 L'Esprit Français..., marsfantasie
- 1901 The Irish Guards Patrol
- 1901 The royal tour, fantasie voor piano
- Beautiful Venice, wals
- Beneath thy window, serenade, op. 55
- Danse Irlandaise, karakteristieke Ierse dans
- Marche Indienne, op. 160
- Maypole dance - English national dance, op. 223
- Sunrise in summer, beschrijvende fantasie, op. 136
- The return of the boys, mars

### Werken voor mandoline(orkest)
- 1895 Golden Ensign, polka mars voor mandoline solo, 2e mandoline, gitaar en piano
- 1896 Dreams of Venice, barcarolle voor mandoline solo, 2e mandoline, gitaar en piano

## Publicaties
- Turner's universal tutor for the musette (oboe), London : John Alvey Turner, 1898. 33 p.
- Turner's Universal Tutor for the Cornet ... Arranged by C. Le Thiere, London : John Alvey Turner, 1898.
- Turner's Complete Tutor for the Coach Horn, Post or Tandem Horn, Bugle and Cavalry Trumpet, giving ... a great variety of Road & Military Calls, Arranged by C. Le Thiere, London : John Alvey Turner, 1898.
- Turner's Universal Tutor for the Piccolo, London : John Alvey Turner, 1898.
- Six Original Solos (Turner's Second Album of Six Original Solos) for the Piccolo or Flute, with Pianoforte accompaniments & a separate Piccolo part, composed & arranged by C. Le Thiere, London : John Alvey Turner, 1898-1905.
- How to play the clarinet, London : Dallas, 19??, 38 p.